# Volleyball Franches-Montagnes 2019-2020
Questa voce raccoglie le informazioni riguardanti il Volleyball Franches-Montagnes nella stagione 2019-2020.

## Organigramma societario
Area direttiva
- Presidente: Betrand Faivet

Area tecnica
- Allenatore: Olivier Lardier
- Secondo allenatore: Leonardo Portaleoni
- Scoutman: Jacques Chevillat
- Preparatore atletico: Oscar Burillo

## Rosa
| N° | Nome                 | Ruolo | Data di nascita  | Nazionalità sportiva |
| -- | -------------------- | ----- | ---------------- | -------------------- |
| 1  | Naya Crittenden      | O     | 15 giugno 1995   | Stati Uniti          |
| 3  | Milana Božić         | P     | 19 luglio 2000   | Bosnia ed Erzegovina |
| 4  | Solenn Fabien        | S     | 6 giugno 1998    | Svizzera             |
| 5  | Lara Gerber          | S     | 5 maggio 1998    | Svizzera             |
| 6  | Emma Faivet          | O     | 4 maggio 2004    | Svizzera             |
| 7  | Emmaline Willis      | C     | 27 febbraio 1997 | Stati Uniti          |
| 8  | Larissa Rothenbühler | C     | 1º giugno 1997   | Svizzera             |
| 9  | Déliane Monnin       | S     | 18 novembre 1998 | Svizzera             |
| 10 | Sara Dukič           | C     | 6 luglio 1996    | Slovenia             |
| 11 | Taryn Sciarini       | L     | 11 maggio 1988   | Svizzera             |
| 12 | Coralie Varé         | S     | 31 luglio 2000   | Svizzera             |
| 13 | Elis Albertini       | P     | 1º gennaio 1994  | Svizzera             |
| 14 | Manon Nicolet        | L     | 26 agosto 1999   | Svizzera             |
| 15 | Belly Nsunguimina    | S     | 20 aprile 1992   | Spagna               |
| 18 | Kimy Chappatte       | L     | 18 ottobre 2002  | Svizzera             |

## Risultati

### Lega Nazionale A

#### Girone di andata
| 1ª giornata - 13 ottobre 2019 Mehrzweckhalle Löhrenacker, Aesch        | Sm'Aesch Pfeffingen | 3 - 0 | Franches-Montagnes | 25-17, 25-21, 25-21               |
| 2ª giornata - 18 ottobre 2019 Salle de la Pépinière, Les Breuleux      | Franches-Montagnes  | 0 - 3 | Düdingen           | 22-25, 20-25, 18-25               |
| 3ª giornata - 20 ottobre 2019 Sportanlage Rietstein, Wattwil           | Toggenburg          | 0 - 3 | Franches-Montagnes | 19-25, 22-25, 19-25               |
| 4ª giornata - 27 ottobre 2019 Salle de la Pépinière, Les Breuleux      | Franches-Montagnes  | 3 - 1 | Genève             | 17-25, 28-26, 25-22, 25-19        |
| 5ª giornata - 3 novembre 2019 Halle de la Riveraine, Neuchâtel         | Neuchâtel           | 3 - 0 | Franches-Montagnes | 25-15, 25-18, 25-22               |
| 6ª giornata - 8 novembre 2019 Salle de la Pépinière, Les Breuleux      | Franches-Montagnes  | 1 - 3 | Kanti              | 8-25, 20-25, 28-26, 26-28         |
| 7ª giornata - 16 novembre 2019 Salle du Centre Sportif, Val-de-Travers | Val-de-Travers      | 3 - 1 | Franches-Montagnes | 31-29, 24-26, 25-19, 25-22        |
| 8ª giornata - 23 novembre 2019 Salle Forum BIWI, Rossemaison           | Franches-Montagnes  | 3 - 2 | Cheseaux           | 18-25, 27-25, 25-27, 25-21, 15-11 |
| 9ª giornata - 1º dicembre 2019 Palestra Palamondo, Cadempino           | Lugano              | 1 - 3 | Franches-Montagnes | 17-25, 32-30, 17-25, 20-25        |

#### Girone di ritorno
| 10ª giornata - 8 dicembre 2019 Salle Forum BIWI, Rossemaison        | Franches-Montagnes | 1 - 3 | Sm'Aesch Pfeffingen | 25-21, 20-25, 17-25, 22-25        |
| 11ª giornata - 15 dicembre 2019 Sporthalle Leimacker, Düdingen      | Düdingen           | 1 - 3 | Franches-Montagnes  | 14-25, 25-22, 17-25, 17-25        |
| 12ª giornata - 21 dicembre 2019 Salle de la Pépinière, Les Breuleux | Franches-Montagnes | 3 - 0 | Toggenburg          | 25-13, 25-21, 25-15               |
| 13ª giornata - 4 dicembre 2019 Henry-Dunant, Ginevra                | Genève             | 1 - 3 | Franches-Montagnes  | 19-25, 25-22, 15-25, 21-25        |
| 14ª giornata - 10 gennaio 2020 Salle de la Pépinière, Les Breuleux  | Franches-Montagnes | 0 - 3 | Neuchâtel           | 18-25, 11-25, 23-25               |
| 15ª giornata - 19 gennaio 2020 BBC Arena, Sciaffusa                 | Kanti              | 3 - 1 | Franches-Montagnes  | 25-20, 25-20, 22-25, 25-11        |
| 16ª giornata - 26 gennaio 2020 Salle de la Pépinière, Les Breuleux  | Franches-Montagnes | 3 - 1 | Val-de-Travers      | 25-16, 25-23, 22-25, 25-20        |
| 17ª giornata - 1º febbraio 2020 Salle Derrière-la-Ville 5, Cheseaux | Cheseaux           | 3 - 0 | Franches-Montagnes  | 25-17, 25-21, 25-22               |
| 18ª giornata - 8 febbraio 2020 Salle de la Pépinière, Les Breuleux  | Franches-Montagnes | 3 - 2 | Lugano              | 23-25, 21-25, 25-18, 25-17, 15-11 |

#### Play-off scudetto
| Quarti di finale (gara 1) - 16 febbraio 2020 BBC Arena, Sciaffusa                | Kanti              | 3 - 1 | Franches-Montagnes | 23-25, 25-17, 25-22, 25-23 |
| Quarti di finale (gara 2) - 19 febbraio 2020 Salle de la Pépinière, Les Breuleux | Franches-Montagnes | 0 - 3 | Kanti              | 20-25, 19-25, 25-27        |
| Quarti di finale (gara 3) - 26 febbraio 2020 BBC Arena, Sciaffusa                | Kanti              | 3 - 0 | Franches-Montagnes | 25-14, 25-20, 25-15        |

### Coppa di Svizzera

#### Fase a eliminazione diretta
| Ottavi di finale - 12 gennaio 2020 Salle Derrière-la-Ville 5, Cheseaux | Cheseaux  | 2 - 3 | Franches-Montagnes | 16-25, 25-23, 20-25, 25-18, 17-19 |
| Quarti di finale - 2 febbraio 2020 Halle de la Riveraine, Neuchâtel    | Neuchâtel | 3 - 0 | Franches-Montagnes | 25-17, 25-21, 25-14               |

## Statistiche

### Statistiche di squadra
| Competizione      | Punti | In casa | In casa | In casa | In trasferta | In trasferta | In trasferta | Totale | Totale | Totale |
| Competizione      | Punti | G       | V       | P       | G            | V            | P            | G      | V      | P      |
| ----------------- | ----- | ------- | ------- | ------- | ------------ | ------------ | ------------ | ------ | ------ | ------ |
| Lega Nazionale A  | 25    | 10      | 5       | 5       | 11           | 4            | 7            | 21     | 9      | 12     |
| Coppa di Svizzera | -     | 0       | 0       | 0       | 2            | 1            | 1            | 2      | 1      | 1      |
| Totale            | -     | 10      | 5       | 5       | 13           | 5            | 8            | 23     | 10     | 13     |

G = partite giocate; V = partite vinte; P = partite perse

### Statistiche dei giocatori
Dati non disponibili.